# Кристенсен, Алекс
Алекс Кристенсен (нем. Alex Christensen, р. 7 апреля 1967 в Гамбурге, также известен как Alex C. и Jasper Forks) — немецкий композитор танцевальной музыки, продюсер и диджей. Был лицом проекта U96. Он нередко сотрудничает с Yasmin Knock, с которой он встречался в качестве судьи во втором сезоне реалити-шоу «Попзвёзды».
Вместе с Оскаром Лоя Кристенсен представлял Германию в финале конкурса песни Евровидение 2009 в Москве, исполнив песню «Miss Kiss Kiss Bang», занявшую 20-е место.
Работал с такими группами и исполнителями как Right Said Fred, N`Sync, Oli.P, Том Джонс, Сара Брайтман, Rollergirl, ATC, Marianne Rosenberg.
В начале 2010 года Алекс Кристенсен взял псевдоним Джаспер Форкс, в ознаменование отойти от танцевальной постановки, с которой он ранее был связан. Под своим новым обличьем его первый сингл «River Flows In You» попал в 10-ку самых транслируемых танцевальных записей в Европе. Мелодия «River Flows In You» была написана корейским пианистом Yiruma. Следующий сингл «Alone» вышел в январе 2011 года.

## Личная жизнь
В начале 2000-х годов женился на певице Николь Заффт, которую перед этим продюсировал; у них родился сын гольфист-любитель Тайгер Кристенсен.

## Награды
- 2001: издание ECHO в номинации «Национальный продюсер»

## Дискография

### Альбомы
| Год  | название                                        | Позиция в чарте | Позиция в чарте | Позиция в чарте |
| Год  | название                                        | DE              | AT              | CH              |
| ---- | ----------------------------------------------- | --------------- | --------------- | --------------- |
| 1992 | Das Boot                                        | 11              | 5               | 9               |
| 1993 | Replugged                                       | 21              | 5               | 18              |
| 1995 | Club Bizarre                                    | 22              | 23              | 37              |
| 1996 | Heaven / Best of '96                            | 30              | 19              | 23              |
| 1999 | In the Mix                                      | 9               | -               | -               |
| 2000 | Best of 1991—2001                               | 36              | 36              | -               |
| 2006 | Out of Wilhelmsburg                             | -               | -               | -               |
| 2008 | Euphorie                                        | 20              | 19              | -               |
| 2009 | Heart 4 Sale (als Alex Swings Оскар Лоя Sings!) | -               | -               | -               |

### CD
- 1994: Club Bizarre Interactive